# Lyme-Borreliose des Hundes
Die Lyme-Borreliose des Hundes ist die häufigste durch Zeckenstiche übertragene Krankheit des Hundes. Neben dem Menschen (→ Lyme-Borreliose) können auch andere Säugetiere, vor allem Hunde, an Lyme-Borreliose erkranken. Übertragen werden Borrelien, die Borreliose-Erreger, durch den Stich verschiedener Zeckenarten. In Deutschland ist vor allem der Gemeine Holzbock (Ixodes ricinus) für die Übertragung der Lyme-Borreliose verantwortlich.
Erkrankte Hunde leiden an Fieberschüben, Gelenkschmerzen, Gelenkentzündungen, Muskelschmerzen sowie lahmenden Vorder- und Hinterläufen (Beinen). Auch kann die Lyme-Borreliose bei Hunden einen schweren und schlimmstenfalls tödlichen Verlauf nehmen.

## Krankheitserreger

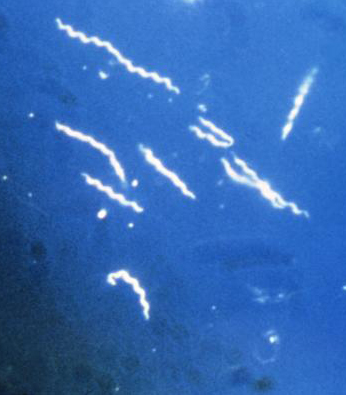
Borrelia burgdorferi

Der Erreger der Borreliose sind Bakterien der Gattung Borrelia. Der Name wurde zu Ehren des französischen Bakteriologen Amédée Borrel (1867–1936) vergeben. Die in Deutschland häufigste Borrelienart trägt den Namen des Schweizer Wissenschaftlers und Entdeckers dieser Art Willy Burgdorfer: Borrelia burgdorferi sensu stricto (lat. für ‚im engeren Sinne‘). Borrelien sind spiralförmige, 10–30 μm kleine, gramnegative Bakterien mit linearer DNA und gehören zur Ordnung der Spirochäten. Borrelien führen drehende Bewegungen aus, ähnlich einem Korkenzieher. Während des Infektionsprozesses bewegen sie sich aktiv vom Darm der infizierten Zecke in das Gewebe des Wirtstiers. Dieser Prozess dauert etwa 24 Stunden.

## Verbreitung
Borrelien sind auf der Nordhalbkugel die häufigsten Erreger, die in Zecken vorkommen. In Deutschland ist der Erreger bundesweit verbreitet, jedoch bestehen regionale Schwankungen. Der Anteil der durchseuchten Zecken schwankt zwischen 5 und 35 %.
Infektionen kommen beim Hund häufig vor. In einer Studie wurden 5881 Serumproben von zufällig ausgewählten Hunden auf Antikörper gegen Borrelien untersucht. Regional unterschiedlich wurden 1,9 bis zu 10,3 % der Tiere positiv getestet. Mehrere Borrelien-Spezies wurden als Krankheitserreger für den Hund dokumentiert: Borrelia burgdorferi sensu stricto, Borrelia garinii sowie Borrelia afzelii. Mehrfachinfektionen mit verschiedenen Borrelien-Typen sind möglich. Die häufigste Spezies in Deutschland ist dabei Borrelia afzelii. – sie macht 38 % der deutschen Borrelien-Population aus, gefolgt von Borrelia garinii (33 %). Etwa 18 % der deutschen Borrelien gehören der Genospezies Borrelia sensu stricto an. Experimentell konnten bei Hunden bislang nur Infektionen mit Borrelia sensu stricto nachgewiesen werden, jedoch existieren Fallberichte über Infektionen mit Borrelia garinii sowie Borrelia afzelii.

## Übertragung
Die Lyme-Borreliose wird durch den Stich einer Zecke übertragen. Als Überträger spielen vor allem der Gemeine Holzbock, seltener andere Zecken wie die Fuchszecke eine Rolle. In den Vereinigten Staaten ist auch Dermacentor variabilis von Bedeutung. Dabei befinden sich die Borrelien vorerst im Darm der infizierten Zecke. Diese sticht nicht direkt in die Blutgefäße, sondern drückt ihr Saugrohr in die Haut. Dabei durchstößt das Saugrohr die Epidermis, die obere Hautschicht, und gelangt schließlich in das Unterhautgewebe, das mit Blutgefäßen durchzogen ist. Diese zerschneidet die Zecke mit speziellen Werkzeugen, die sich am Saugrohr befinden – den Cheliceren. Dadurch tritt Blut ins Gewebe aus, welches sie mit ihrem Saugrohr ansaugt. Die Blutmahlzeit dauert mehrere Tage.
Die Borrelien wandern während des langen Saugakts vom Darm der Zecke in ihren Speichel und anschließend ins Hautgewebe des Hundes und vermehren sich dort. Die Inkubationszeit beträgt von 2 Wochen bis zu 5 Monaten. Bei Hunden kann – wie beim Menschen – eine kreisförmige, immer größer werdende Entzündungsreaktion auftreten – die so genannte Wanderröte (Erythema migrans).

## Symptome
Die Wanderröte ist ein Leitsymptom dafür, dass eine Infektion mit Borrelien stattgefunden hat und sich die Erreger im Körper des Tieres ausbreiten. Die Borrelien vermehren sich durch Längsteilung alle 10–24 Stunden. Doch die Wanderröte bildet sich nicht bei allen betroffenen Tieren aus. Oft wird sie zudem durch das Fell und die stärkere Pigmentierung der Haut nicht bemerkt. Im ersten Krankheitsstadium können unspezifische Symptome wie Fieber, Abgeschlagenheit, Fressunlust hinzukommen. Bei einem Teil der infizierten Hunde kommt es im weiteren Verlauf zu wiederholten Krankheitsschüben. Die Symptome können unterschiedlich sein und sich schleichend verstärken. Borreliose-kranke Hunde entwickeln nach Wochen bis Monaten Gelenkentzündungen (Arthritis), Lahmheiten an den Vorder- und Hinterläufen, Fieberschübe sowie Muskelschmerzen. Insbesondere wenn die Krankheit spät entdeckt wird, kann sie trotz Behandlung chronisch verlaufen. Einige Studien deuten darauf hin, dass Hunde auch Symptome am Herzen aufweisen können, in Form einer Herzmuskelentzündung (Myokarditis) und Vorhofflimmern. Auch eine tödlich verlaufende Nierenentzündung (Glomerulonephritis) wurde in einzelnen Fällen beobachtet. Die Borreliose beim Hund kann allerdings auch komplett asymptomatisch verlaufen.

## Diagnostik
Voraussetzung für eine Infektion ist die Zeckenexposition. Die Diagnose einer Borreliose-Infektion beim Hund erfolgt dann aufgrund der klinischen Symptome sowie serologischer Untersuchungen.
Direkt nachgewiesen werden kann Borrelia burgdorferi mittels der Polymerase-Kettenreaktion oder kulturellen Nachweis. Der Nachweis aus Blut, Gelenkflüssigkeit oder Liquor gelingt nur selten. Auch der Nachweis aus Gelenkkapseln, Bindegewebe, Muskulatur, Lymphknoten oder der Haut um den Zeckenstich ist nicht immer möglich, da im untersuchten Gewebe nur eine geringe Zahl oder gar keine Bakterien vorhanden sein müssen. Der direkte Erregernachweis spielt daher vor allem eine Rolle zur Bestimmung der Genospezies des Erregers, weniger zur Diagnosefindung.
Indirekt kann die Diagnose Borreliose mittels serologischer Tests gestellt werden: Dabei wird das Blut des Tieres auf Antikörper des Typs IgG (Immunglobulin G) untersucht. Dies geschieht mit Hilfe des ELISA-Verfahrens (Enzyme-linked immunosorbent assay). Mit einem speziellen ELISA-Test (C6-ELISA) können nur die Antikörper nachgewiesen werden, die bei einer Infektion, jedoch nicht bei gegen Borreliose geimpften Hunden, auftreten. Das C6-Peptid ist Teil des Proteins Variable major protein-like sequence, expressed (VlSE), einem Oberflächenprotein von Borrelien, das erst im Wirt hochreguliert wird und welches den wichtigsten Virulenzfaktor des Erregers darstellt und immundominant ist. C6-Antikörper treten 3 bis 5 Wochen nach der Infektion auf und persistieren für mindestens 12 Monate, wenn keine Behandlung erfolgt. Bei einem positiven Testergebnis wird mittels Western-Blot weiter getestet, um falsch-positive Ergebnisse des ELISA-Tests auszuschließen. Auch wenn das Tier innerhalb weniger Tage auf eine Behandlung mit Antibiotika anspricht, kann das als ein weiterer Beleg für die Diagnose gelten. Da es keinen sicheren Nachweis für die Erkrankung gibt, sollten andere infektiöse Erreger, immunmediierte Erkrankungen oder Tumoren ausgeschlossen werden.
Eine Urinuntersuchung sollte ebenfalls durchgeführt werden, da eine Lymedisease-Nephritis (Lyme-Borreliose-assoziierte Proteinverlust-Nephropathie) eine Proteinurie verursachen kann.

## Therapie und Prophylaxe
Behandelt wird die Lyme-Borreliose beim Hund mit Antibiotika, in der Regel Doxycyclin. Die Therapie dauert etwa 30 Tage, anschließend wird der Therapieerfolg mittels serologischer Tests kontrolliert. Falls noch nicht alle Borrelien abgetötet werden konnten, veranlasst der Tierarzt einen weiteren Behandlungszyklus. Bereits eingetretene Schädigungen der Nerven können dennoch bestehen bleiben und die Beschwerden einen chronischen Verlauf nehmen.
Als vorbeugende Maßnahmen gilt es, Zeckenstiche zu verhindern. Dazu können spezielle zeckenabweisende Wirkstoffe (Akarizide wie Amitraz, Deltamethrin, Flumethrin oder Permethrin) eingesetzt werden, wobei auf Unverträglichkeiten wegen eines möglicherweise bestehenden MDR1-Defekts geachtet werden muss. Da Borrelien 24–72 Stunden benötigen, um vom Darm der Zecke ins Gewebe ihres Wirts zu gelangen, spielt das frühzeitige Erkennen und Entfernen von Zecken bei der Verminderung des Risikos einer Borreliose eine wichtige Rolle. Daher sollte der Hund nach jedem Aufenthalt im Freien gründlich nach Zecken abgesucht – und diese so rasch wie möglich entfernt werden. Auch schnell wirksame Akarizide wie Afoxolaner und Fluralaner können daher prophylaktisch eingesetzt werden.
Für Hunde steht außerdem eine Borreliose-Schutzimpfung zur Verfügung. Die Leitlinien der Ständigen Impfkommission für Veterinärmedizin (StIKo Vet.) empfehlen die Impfung für Hunde ab 12 Wochen, wenn von einem erhöhten Infektionsrisiko auszugehen ist. Dabei kann gegen drei krankheitserregende Borrelia-Genospezies  Borrelia burgdorferi sensu stricto, Borrelia garinii sowie Borrelia afzelii geimpft werden, entweder mit einzelnen Impfungen oder mit einer Kombinationsimpfung. Eine Wirkung über die bei der Impfung eingesetzten Borrelienstämme ist nicht zu erwarten, eine Zeckenprophylaxe wird auch bei geimpften Tieren unbedingt empfohlen. Die Borreliose-Impfung wird von der StIKo Vet. als Non-Core-Komponente eingestuft, ein Einsatz ist also nur unter besonderen Umständen sinnvoll.